# ستار تريك 4: رحلة العودة للوطن
ستار تريك 4: رحلة العودة للوطن (بالإنجليزية: Star Trek IV: The Voyage Home)‏ هو فيلم خيال علمي أمريكي من إخراج ليونارد نيموي وبطولة نيموي، ويليام شاتنر، ديفورست كيلي، جيمس دوهان، جورج تاكي ووالتر كينوج. صدر الفيلم في 26 نوفمبر 1986.

## وصلات خارجية
- ستار تريك 4: رحلة العودة للوطن على موقع IMDb (الإنجليزية)
- ستار تريك 4: رحلة العودة للوطن على موقع ميتاكريتيك (الإنجليزية)
- ستار تريك 4: رحلة العودة للوطن على موقع روتن توميتوز (الإنجليزية)
- ستار تريك 4: رحلة العودة للوطن على موقع نتفليكس (الإنجليزية)
- ستار تريك 4: رحلة العودة للوطن على موقع قاعدة بيانات الأفلام العربية
- ستار تريك 4: رحلة العودة للوطن على موقع ألو سيني (الفرنسية)
- ستار تريك 4: رحلة العودة للوطن على موقع Turner Classic Movies (الإنجليزية)
- ستار تريك 4: رحلة العودة للوطن على موقع أول موفي (الإنجليزية)
- ستار تريك 4: رحلة العودة للوطن على موقع بوكس أوفيس موجو (الإنجليزية)
- ستار تريك 4: رحلة العودة للوطن على موقع فيلمافينيتي (الإسبانية)